# Malá Stolová
Malá Stolová är ett berg i Tjeckien.   Det ligger i regionen Mähren-Schlesien, i den östra delen av landet, 290 km öster om huvudstaden Prag. Toppen på Malá Stolová är 992 meter över havet.
Terrängen runt Malá Stolová är huvudsakligen kuperad, men åt nordväst är den platt. Runt Malá Stolová är det ganska glesbefolkat, med 42 invånare per kvadratkilometer. Närmaste större samhälle är Frýdek-Místek, 19,5 km norr om Malá Stolová. I omgivningarna runt Malá Stolová växer i huvudsak blandskog.